# 巴仁乡 (阿克陶县)
巴仁乡，是中华人民共和国新疆维吾尔自治区克孜勒苏柯尔克孜自治州阿克陶县下辖的一个乡镇级行政单位。

## 行政区划
巴仁乡下辖以下地区：
汗铁热克村、古勒巴格村、也勒干村、墩巴格村、克孜勒吾斯塘村、萨依巴格村、阿热买里村、库尔干村、巴仁村、且克村、加依村、库木村、吐尔村、阔滚其村和英买安力村。

## 另見
- 巴仁鄉事件